# Архитектура этрусков
Архитектура этрусков — архитектура, существовавшая между 900 и 27 годами до н. э. Поглощена расширяющейся цивилизацией Древнего Рима.
Этруски были грамотными строителями сооружений из камня, дерева и других материалов: храмов, гробниц, домов, городских стен,  мостов, дорог. Немногими сохранившимися артефактами этрусской архитектуры являются гробницы и стены.

## История
Примерно с 630 года до н. э. этрусская архитектура находилась под сильным влиянием греческой архитектуры, которая сама развивалась в течение того же периода. В свою очередь, она повлияла на римскую архитектуру, которую в первые века её существования можно было рассматривать как региональный вариант. Но примерно с 200 года до н. э. римляне всё чаще обращались непосредственно к Греции за своим стилем, иногда сохраняя этрусские формы и цели в своих сооружениях.
Главными монументальными формами этрусской архитектуры, перечисленными в порядке убывания сохранившихся объектов, были: дома богатой элиты, таинственные «монументальные комплексы», храмы, городские стены и гробницы, вырубленные в скалах. Помимо подиумов храмов и некоторых фундаментов домов, только стены и вырубленные в скалах гробницы были в основном в камне, и поэтому сохранились до нашего времени.

### Храмы

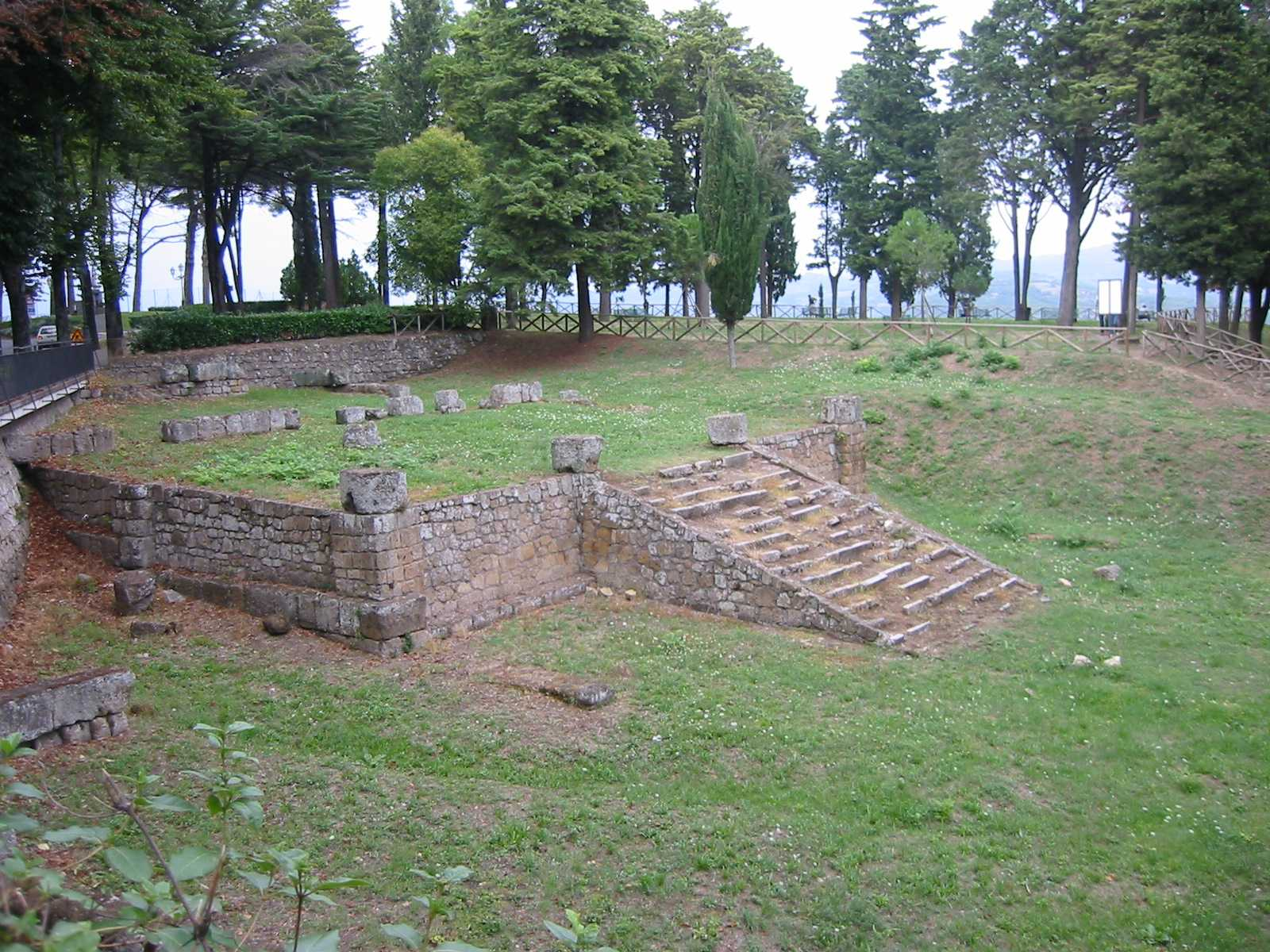
Подиум храма в Орвието

Ранние этруски, по-видимому, поклонялись божествам в открытых помещениях; жертвоприношения совершались снаружи, а не внутри храмов. Только около 600 года до нашей эры, на пике своей цивилизации, они начали создавать монументальные храмы; несомненно, под влиянием греков.
Обычно этрусками только подиум или фундамент создавались каменными. Верхняя часть храмовых сооружений выполнялась из дерева и глиняного кирпича. Есть свидетельства того, что для колонн портика иногда использовали камень, как, например, в городе Вейи.
Единственное письменное упоминание об их архитектуре этрусков принадлежит Витрувию (умершему после 15 года до н. э.), написанному примерно через два столетия после того, как этрусская цивилизация была поглощена Римом. Многие аспекты его описания соответствуют тому, что могут увидеть археологи, но некоторые — спорны. В любом случае ясно, что этрусские храмы могли принимать различные формы, а также изменяться в течение 400-летнего периода, в течение которого они создавались. Есть несколько видов храмов в керамике, а также изображённых на гробницах или вазах. Остатки архитектурных терракотовых элементов этрусков сохранились в значительных количествах, в основном в музеях Италии, в частности интересные антефиксы.
Римские источники имели обыкновение приписывать этрускам вкус к триадам в таких сооружениях, как городские элементы (например, трое ворот при входе в город), которые, по-видимому, не отражают действительность. Ориентация храмов относительно сторон света самая разная, и, возможно, определялась жрецом, наблюдавшим за полётом птиц во время основания.

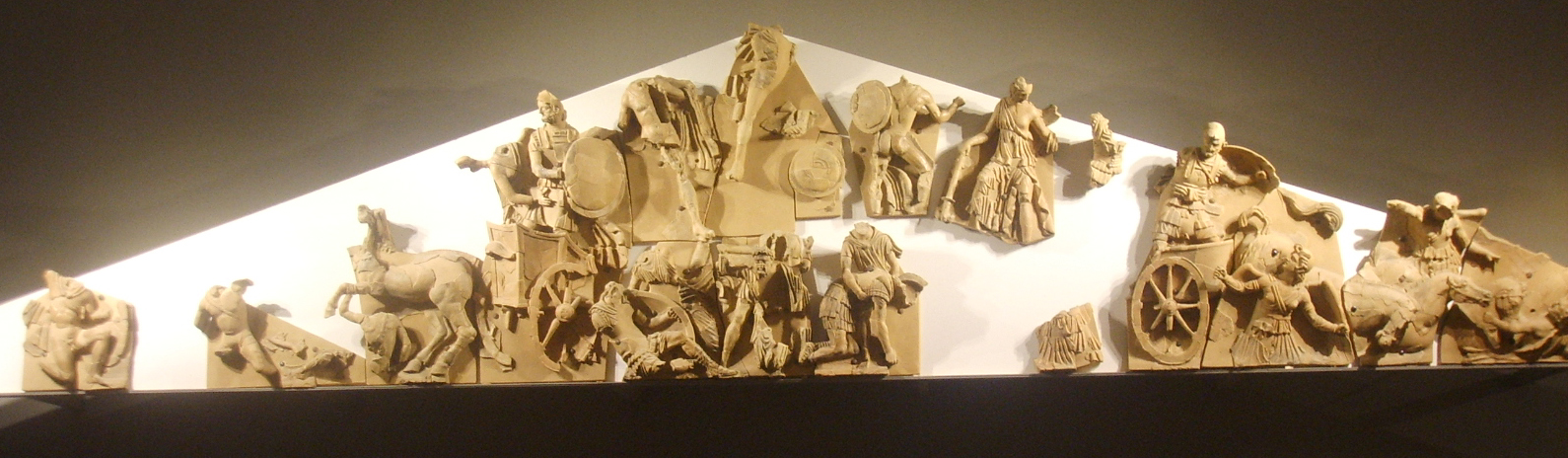
Фронтон в Таламоне (реконструкция)

Наружные стены как греческих, так и римских храмов первоначально были богато украшены и красочны, особенно на антаблементе и крышах; это же было ещё более характерно для этрусских храмов. Для колонн из дерева их основания и капители часто были заключены в окрашенную терракоту. Все края крыши были украшены чаще всего ярко окрашенной терракотой, и, вероятно, часто вдоль центрального гребня крыши располагался ряд скульптур, выходящих за группу акротериев над фронтоном в греческих и римских храмах. Так, считается, что Аполлон Вейский был частью группы акротериев. Многие повреждённые остатки поздних скульптурных фронтонов сохранились в музеях Италии и Греции. В частности, в городах Ортоново и Таламоне.
Черты, общие для типичных этрусских и римских храмов и контрастирующие с греческими, начинаются с фронтального подхода, с большим акцентом на передний фасад, меньше по бокам и существенно мало сзади. Подиумы подняты над уровнем земли и чаще всего тоже спереди. Колонны могут быть только в переднем портике. В этрусских храмах портик более глубокий, чем в римских, часто представляющий, как пишет Витрувий, половину площади под крышей, с несколькими рядами колонн.
Этрусская архитектура разделяла с древнеегипетской архитектурой использование лепных каветто в качестве карниза. Каветто занял место греческого киматия во многих храмах, часто окрашенных вертикальными «языческими» узорами.

### Монументальные сооружения
Это — комплексы из нескольких зданий, относительно недавно обнаруженных археологами, и этот термин отражает отсутствие определённости в их функциях. Одна из очевидных возможных функций — это дворцовые жилища; другая — гражданские здания, выступающие в качестве мест для собраний и решения различных аспектов общественной жизни. Характерные примеры — архаичное здание в Поджио Цивитате и ещё одно в Аквароссе, оба они относятся к VI веку или более раннему периоду. У обоих есть наборы строений вокруг внутреннего двора, в которых используется камень (по крайней мере в фундаментах), черепица на крыше и сложные украшения из терракота. К сожалению, для археологических раскопок и исследований остаются только каменные фундаменты и фрагменты керамики этих сооружений.

### Дома

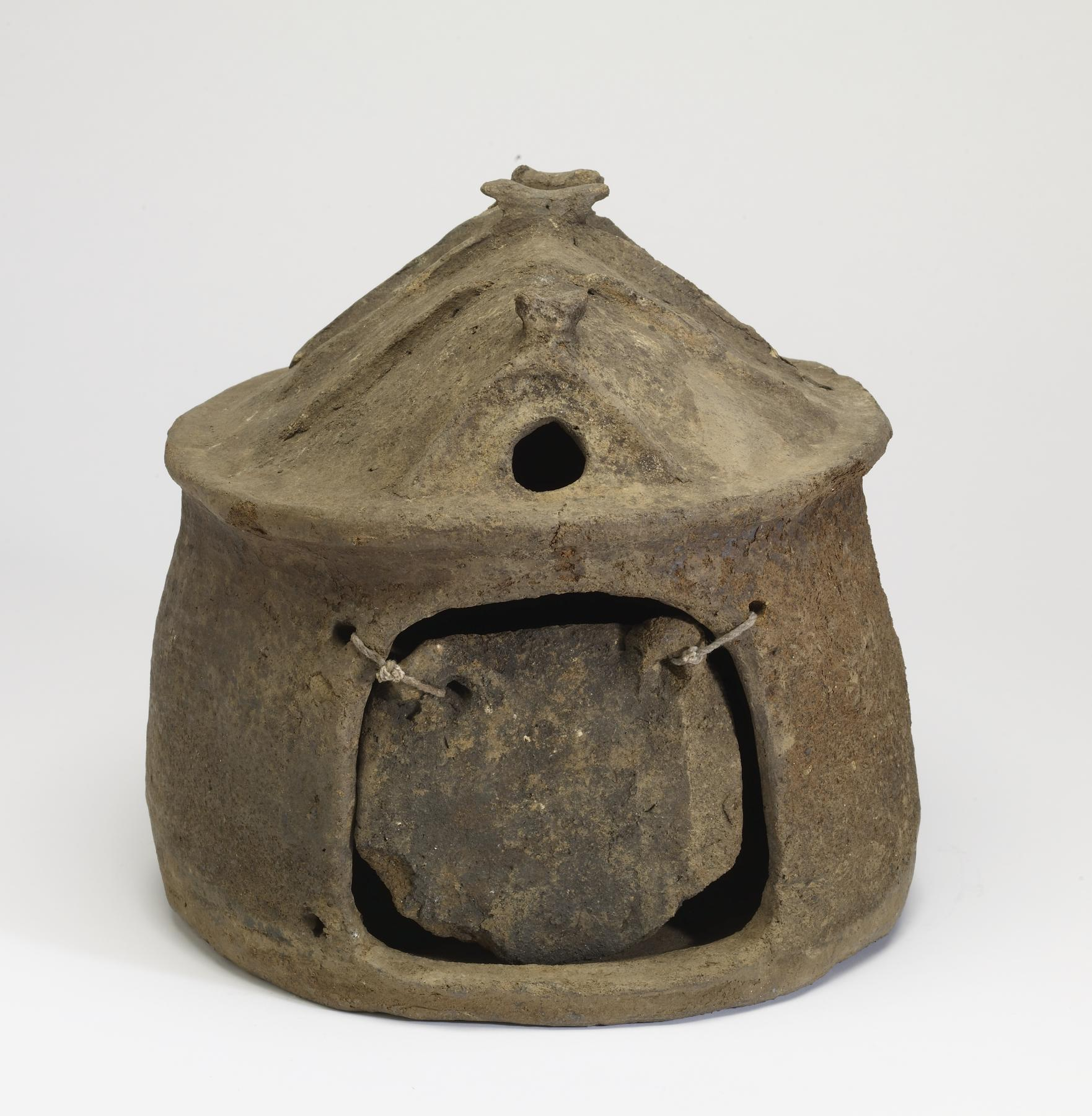
Этрусская кладбищенская урна, показывающая вероятную форму хижины простого жителя

Из исследований богатых этрусских гробниц понятно, что элита жила в довольно просторных помещениях. Но свидетельств, как выглядели их дома, нет, присутствует только некоторая мебель, изображённая на фресках гробниц. Этрусские города оставили очень мало артефактов об их домах. Там, где сохранились их остатки, есть плотно упакованные основания из туфа, возможно, со стенами из глиняного кирпича, но в некоторых местах присутствуют нижние части стен из туфа.
Форма образцов домов простых этрусков видна на глиняной и иногда бронзовой посуде, называемой «урнами» — скорее всего oни использовались для хранения кремированного пепла и обнаружены в виллановской культуре этрусского железного века и ранних захоронениях, особенно в северных районах. На них изображены обычные помещения с единственным внутренним пространством. Они обычно круглые или слегка овальные. На урнах всегда присутствует большая квадратная дверь для доступа, иногда две; контур окон в стенах может быть обозначен выступами или отметками на глине. Очень часто есть окно и выход для дыма, над дверью на крыше или с противоположной стороны от входа.
Такие дома были глинобитными — сделаны из земли и органических материалов, а также с использованием глиняного кирпича и деревянных элементов — мазанки в современном понимании. Были найдены основания каменных очагов.

### Гробницы и курганы

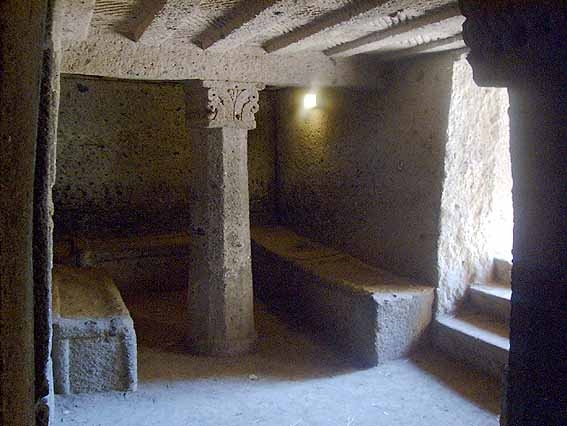
Одна из богатых гробниц в Черветери

Богатые этруски оставили сложные гробницы, в основном созданные в больших некрополях за пределами своих городов. Они были щедро заполнены погребальными предметами, особенно керамикой, которая даёт нам бо́льшую часть понимания этрусской культуры. Как правило, в туфовых районах южной части Этрурии погребальная камера вырубалась из цельной скалы под землёй, что относительно легко сделать в этой породе. В других регионах они обычно строились над землёй и использованы для дальнейших семейных захоронений в течение нескольких поколений. Часто такие могилы становились переполненными саркофагами и погребальными вещами, опустошённые впоследствии мародёрами или археологами.
Некоторые гробницы представляют собой каменные здания, расположенные рядами, скорее похожие на маленькие домики. Другие — круглые тумулусы с каменными подпорными стенками и лестницами, спускающимися вниз к вырубленным в скале камерам. Некрополь Монтероцци содержит 6000 гробниц, вырубленных в скалах и покрытых сверху земляными насыпями.

### Стены и укрепления

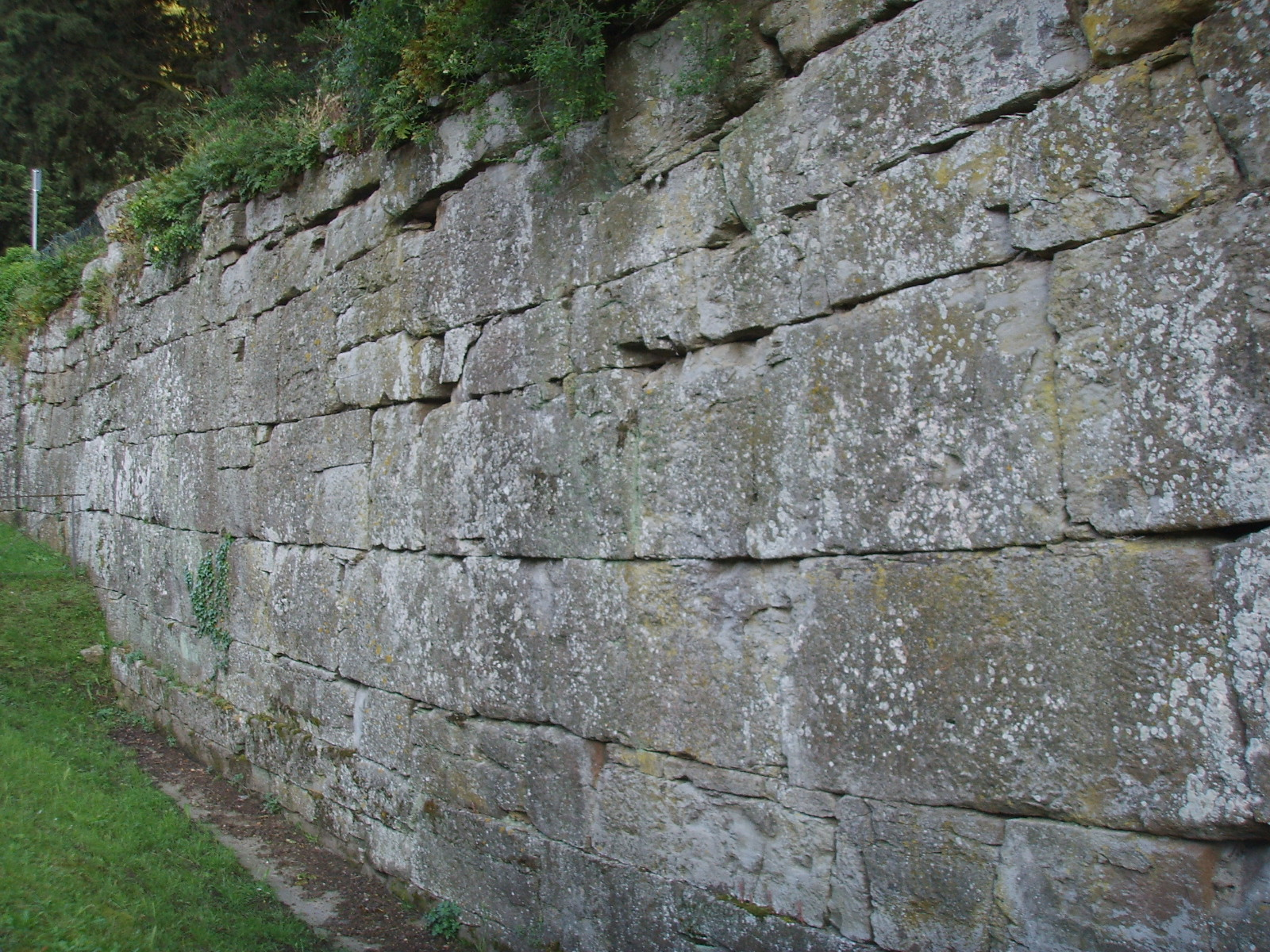
«Циклопическая» стена в Фьезоле

Этрусские города, часто располагавшиеся на вершинах холмов, были обнесены стенами примерно с VIII века, сначала глинобитными, а затем каменными. У стены находился укреплённый вал, а перед ним — ров. В городах было несколько ворот, куда приводили внешние дороги. Самый лучший образец сохранившихся ворот — это Porta Marzia в Перудже II века. К IV веку поселение Вольтерра имело две стены, вторая из которых окружала весь город.
Каменная кладка часто бывает хорошего качества. Иногда с использованием небольших правильных прямоугольных блоков, а иногда «циклопическая» — здесь применялись большие многоугольные блоки. Промежутки между блоками заполнялись мелкими камнями на связующем растворе.

### Дорожная сеть
Имеется достаточно этрусских объектов, которые были заброшены после их завоевания, чтобы можно было понять этрусскую дорожную систему. Дороги шли не только между городами, но и в глубь сельской местности для доставки оттуда сельскохозяйственной продукции. Несмотря на то, что они были не так хорошо спроектированы, как римские дороги, значительные усилия строителей были направлены на создание дорожного покрытия, которое на основных маршрутах могло быть шириной до 10 метров. Узко прорубленные дороги, часто проходящие глубоко через холмы, вероятно, мало изменились со времён этрусков. Возможно, они выполняли оборонительную функцию во время войны. Мосты у этрусков были обычным делом, хотя существовали и обычные броды через водные преграды. Вероятно, многие из мостов были сделаны из дерева, но некоторые использовали камень под деревянным покрытием.